# Port lotniczy Prisztina
Port lotniczy Prisztina im. Adema Jashariego (kod IATA: PRN, kod ICAO: LYPR lub BKPR) (ang.: Prishtina International Airport, alb.: Aeroporti Ndërkombëtar i Prishtinës Adem Jashari, srb.: Међународни аеродром Приштина, Međunarodni aerodrom Priština) – międzynarodowy cywilno-wojskowy port lotniczy położony we wsi Slatina niedaleko Prisztiny w Kosowie. Jest to jedyny międzynarodowy port lotniczy kraju i stanowi zasadniczy port wstępu do Kosowa. Port nosi imię Adema Jashariego – działacza narodowego, lidera Armii Wyzwolenia Kosowa.

## Linie lotnicze i kierunki lotów
| Linia lotnicza                | Kierunek |
| ----------------------------- | --- |
| Air Baltic                    | Sezonowo: 1. Ryga (od 4 maja 2024) |
| AnadoluJet                    | 1. Stambuł-Sabiha Gökçen Sezonowo: 1. Bodrum |
| Austrian Airlines             | 1. Wiedeń |
| Chair Airlines                | 1. / Bazylea 2. Zurych |
| Condor                        | Sezonowe czartery: 1. Düsseldorf 2. Hamburg 3. Monachium 4. Stuttgart (od 12 maja 2024)                                                         |
| easyJet                       | 1. / Bazylea 2. Berlin-Brandenburg 3. Genewa |
| Edelweiss Air                 | 1. Zurych |
| Eurowings                     | 1. Düsseldorf 2. Frankfurt 3. Hamburg 4. Hanower 5. Monachium 6. Stuttgart 7. Zurych                                                            |
| GP Aviation                   | Sezonowe czartery: 1. Halmstad (od 31 marca 2024) 2. Lublana 3. Luksemburg (od 7 kwietnia 2024) 4. Memmingen 5. Münster/Osnabrück 6. Norymberga |
| Norwegian Air Shuttle         | 1. Oslo-Gardermoen Sezonowo: 1. Kopenhaga 2. Göteborg (powrót 14 czerwca 2024) 3. Helsinki 4. Sztokholm-Arlanda                                 |
| Pegasus Airlines              | 1. Stambuł-Sabiha Gökçen Sezonowo: 1. Antalya (powrót 1 czerwca 2024)                                                                           |
| SunExpress                    | Sezonowo: 1. Antalya 2. Izmir (od 3 czerwca 2024)                                                                                               |
| Swiss International Air Lines | 1. Genewa |
| Trade Air                     | 1. / Bazylea 2. Düsseldorf 3. Göteborg 4. Helsinki 5. Malmö 6. Monachium 7. Stuttgart Sezonowo: 1. Brema 2. Dortmund                            |
| TUI fly Belgium               | 1. Bruksela |
| Turkish Airlines              | 1. Stambuł |
| Wizz Air                      | 1. Dortmund 2. Londyn-Luton 3. Memmingen 4. Mediolan-Malpensa 5. Wiedeń                                                                         |